# Lyceum Club Femenino

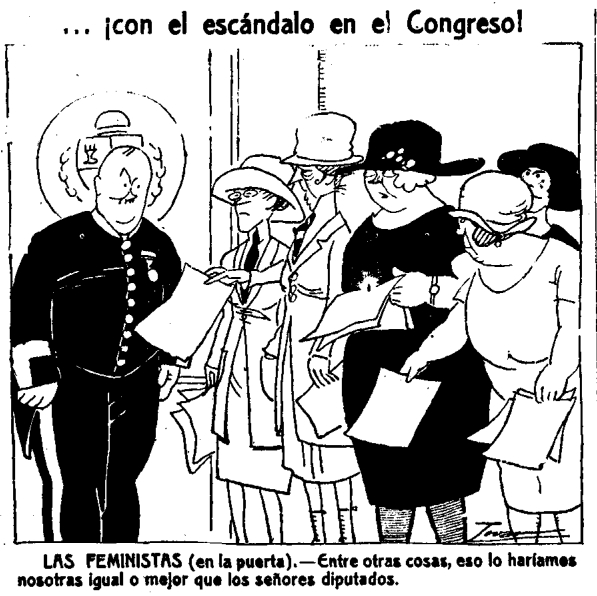
Con el escándalo en el Congreso, de Tovar, La Voz, 2 de junio de 1921

Lyceum Club Femenino var en spansk kvinnoorganisation, grundad 1926.
Syftet var att främja kvinnors deltagande i samhället och att erbjuda ett utrymme för möte och diskussion, stödja kvinnors rättigheter, intressen och utbildning, intellektuell och professionell utveckling.
Det blev ett centrum för spridning av viktiga sociala kampanjer, såsom den för rösträtten och för juridisk jämlikhet, och i denna mening har den definierats som den kanske mest kända och mest citerade sammanslutningen av spansk feminism av sitt slag. 
Den upplöstes genom Francos seger i spanska inbördeskriget 1939. 